# Сави (Франция)
Сави́ (фр. Savy) — коммуна во Франции, находится в регионе Пикардия. Департамент коммуны — Эна. Входит в состав кантона Сен-Кантен-1. Округ коммуны — Сен-Кантен.
Код INSEE коммуны — 02702.

## Население
Население коммуны на 2010 год составляло 614 человек, в 2015 году — 606.
| 1962 | 1968 | 1975 | 1982 | 1990 | 1999 | 2010 | 2015 |
| ---- | ---- | ---- | ---- | ---- | ---- | ---- | ---- |
| 480  | 484  | 560  | 723  | 702  | 704  | 614  | 606  |

## Экономика
В 2010 году среди 420 человек трудоспособного возраста (15—64 лет) 291 были экономически активными, 129 — неактивными (показатель активности — 69,3 %, в 1999 году было 71,0 %). Из 291 активных жителей работали 269 человек (144 мужчины и 125 женщин), безработных было 22 (8 мужчин и 14 женщин). Среди 129 неактивных 31 человек были учениками или студентами, 73 — пенсионерами, 25 были неактивными по другим причинам.